# Goggia essexi
Goggia essexi — вид геконоподібних ящірок родини геконових (Gekkonidae). Ендемік Південно-Африканської Республіки.

## Поширення і екологія
Goggia essexi мешкають в Капських горах на території Західнокапської і Східнокапської провінцій, зокрема в горах Великого Вінтерхука і Суурберга. Вони живуть в сухих чагарникових заростях фінбошу, серед скель.